# Lada-Arena
Die Lada-Arena (russisch Ледовый дворец «Лада-Арена») ist eine Eissporthalle in der russischen Stadt Toljatti, Oblast Samara. Sie bietet 6000 Plätze und wurde im August 2013 eröffnet. Der Bau dauerte sechs Jahre und kostete knapp 2,968 Mrd. Rubel (rund 32,65 Mio. Euro). In der Arena trägt der ortsansässige Eishockeyklub HK Lada Toljatti aus der Kontinentalen Hockey-Liga seine Heimspiele aus.

## Geschichte
Die Lada-Arena ersetzte den Wolgar-Sportpalast, der über die vergangenen Jahrzehnte Heimspielstätte des HK Lada Toljatti war. Aufgrund der geringen Zuschauerkapazität mit weniger als 3000 Plätzen wurde der Verein 2010 aus der Kontinentalen Hockey-Liga ausgeschlossen.
Im August 2013 wurde die Lada-Arena mit dem Turnier um den traditionellen Lada-Pokal eröffnet. Wenige Monate nach der Eröffnung zeigten sich erste Mängel an dem Gebäude, zudem wurde Kritik an der nicht zeitgemäßen Ausstattung der Arena laut.